# آلیت اوپیم
آلیت اوپیم (سوئدی: Aliette Opheim؛ زادهٔ ۲۱ ژوئیهٔ ۱۹۸۵) بازیگر و مدل اهل سوئد است.
از فیلم‌ها یا برنامه‌های تلویزیونی که وی در آن نقش داشته‌است، می‌توان به پول مفت ۳: زندگی لوکس، پاتریوت، کاتلا و خلافت اشاره کرد.